# James Brown Mason

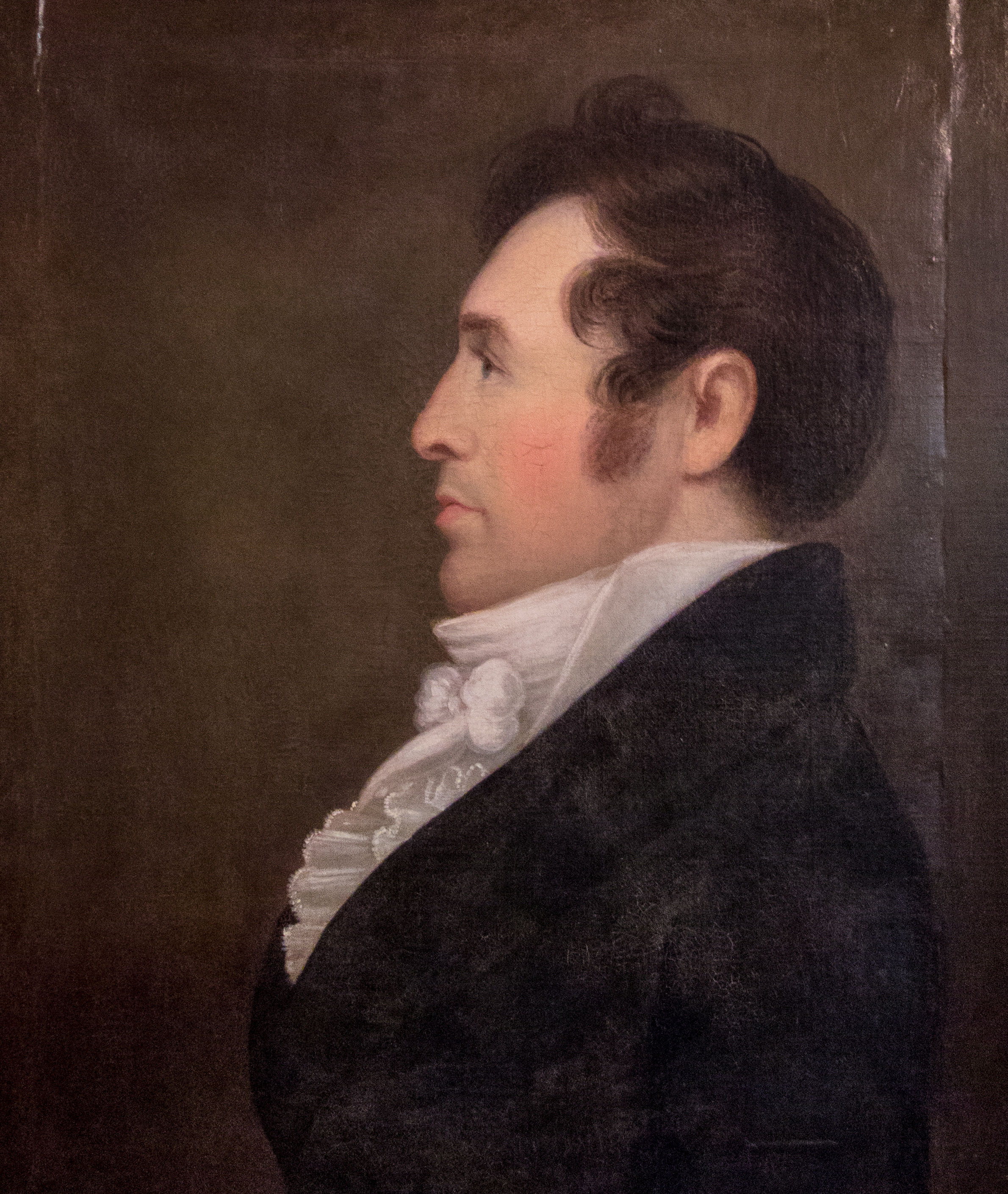
James Brown Mason

James Brown Mason (* Januar 1775 in Thompson, Colony of Connecticut; † 31. August 1819 in Providence, Rhode Island) war ein US-amerikanischer Politiker. Zwischen 1815 und 1819 vertrat er den zweiten Wahlbezirk des Bundesstaates Rhode Island im US-Repräsentantenhaus.

## Werdegang
James Mason besuchte nach der Grundschule bis 1791 die Brown University in Providence. Nach einem Medizinstudium und seiner Zulassung als Arzt praktizierte er zwischen 1795 und 1798 in Charleston (South Carolina). Nach seiner Rückkehr nach Providence war er dort ab 1798 im Handel tätig.
Mason wurde Mitglied der Föderalistischen Partei. Zwischen 1804 und 1814 war er Abgeordneter im Repräsentantenhaus von Rhode Island; ab 1812 war er dessen Präsident. Bei den Kongresswahlen des Jahres 1814 wurde er als zweiter Abgeordneter staatsweit (at large) in das US-Repräsentantenhaus gewählt. Dort trat er die Nachfolge von Elisha Reynolds Potter an. Nach einer Wiederwahl im Jahr 1816 konnte er zwischen dem 4. März 1815 und dem 3. März 1819 im Kongress verbleiben.
Im Jahr 1818 verzichtete er auf eine weitere Kandidatur. Sein Mandat ging dann an Nathaniel Hazard. James Mason starb nur knapp sechs Monate nach dem Ende seiner Zeit im Kongress in Providence und wurde dort auch beigesetzt.